# Joeri Stallaert
Joeri Stallaert (Dendermonde, 25 de gener de 1991) és un ciclista belga, professional des del 2011. Actualment corre a l'equip Cibel-Cebon.

## Palmarès
- 2009
  - 1r al Tour de Flandes júnior
  - 1r a la Gant-Menin
- 2010
  - Vencedor de 2 etapes a la Volta al Brabant flamenc
- 2012
  - 1r a la Fletxa del port d'Anvers
- 2015
  - 1r als Dos dies del Gaverstreek i vencedor d'una etapa
- 2017
  - Vencedor d'una etapa a la Kreiz Breizh Elites